# U 34 (Kriegsmarine)
De U 34 was een Type VIIA U-boot van de Duitse Kriegsmarine tijdens de Tweede Wereldoorlog. De U 34 werd besteld op 15 september 1935 door de Germaniawerf in Kiel en in actieve dienst gesteld op 12 september 1936. Van 12 september 1936 tot 14 februari 1938 voer Ernst Sobe als eerste bevelhebber met de U 34. Daarna zou hij nog door tien andere commandanten in actie blijven tot wanneer hij fataal botste tegen een Duits bevoorradingsschip op de Memel en zonk.

## Geschiedenis
In zeven patrouilles deed de U 34 negentien schepen zinken waarvan drie oorlogsschepen met een totaal van 91.989 ton aan scheepsruimte. Hieronder enkele succesvolle actiefeiten:
- De U 34 hield toezicht in de Duitse Operatie Ursula tijdens de Spaanse Burgeroorlog. Onder bevel van kapitein-luitenant-ter-zee Harald Grosse bracht hij de Spaanse onderzeeër C-3 op 12 december 1936 tot zinken.
- Op 20 oktober 1939 bracht hij het Zweedse stoomschip Gustaf Adolf en het Britse stoomschip Sea Venture tot zinken.
- Op 13 april 1940 torpedeerde hij het al getroffen en opgegeven wrak van de, al verlaten door de bemanning, Noorse mijnenveger HNoMS Frøya.
- Op 5 juli 1940 bracht hij de Britse torpedojager HMS Whirlwind tot zinken.
- Op 1 augustus 1940 deed hij de Britse onderzeeboot HMS Spearfish voorgoed naar onder gaan.

## Ondergang
De U 34 zonk om 21:55 op 5 augustus 1943 op de rivier de Memel in positie 55° 42′ 0″ NB, 21° 9′ 0″ OL na een aanvaring met het U-bootbevoorradingsschip Lech. Vier man stierven maar 39 overlevenden werden opgepikt. De U-boot werd opnieuw op 24 augustus gelicht en op 8 september 1943 geschrapt van de U-bootlijst.

## Commandanten
- 12 Sep. 1936 - 14 Feb. 1938: Ernst Sobe
- 4 Nov. 1936 - 22 Dec. 1936: Harald Grosse
- 15 Feb. 1938 - 17 Aug. 1938: Hans Pauckstadt
- 5 Sep. 1938 - 28 Okt. 1938: Hans Pauckstadt
- 26 Okt. 1938 - 28 Sep. 1940: Kptlt. Wilhelm Rollmann (Ridderkruis)
- 29 Sep. 1940 - 22 Mei 1941: Oblt. Fritz Meyer
- 23 Mei 1941 - 19 Nov. 1941: Karl-Otto Schultz
- 20 Nov. 1941 - 15 Juni 1942: Gerhard Remus
- 16 Juni 1942 - 1 Feb. 1943: Oblt. Horst-Arno Fenski (Ridderkruis)
- 2 Feb. 1943 - 11 Juni 1943: Karl-Heinz Hagenau
- 12 Juni 1943 - 5 Aug. 1943: Ltn. Eduard Aust

## Carrière
- 7 patrouilles - 12 Sep. 1936 - 31 Aug. 1939: 2. Unterseebootsflottille (frontboot)
- 1 Sep. 1939 - 31 Dec. 1939: 2. Flottille (frontboot)
- 1 Jan. 1940 - 30 Sep. 1940: 2. Flottille (frontboot)
- 1 Okt. 1940 - 1 Nov. 1940: 21. Unterseebootsflottille (schoolboot)
- 2 Nov. 1940 - 5 Aug. 1943: 24. Unterseebootsflottille (training)

## Successen
- 19 schepen tot zinken gebracht voor een totaal van 91.989 brt
- 3 oorlogsschepen tot zinken gebracht voor een totaal van 2.365 ton
- 2 schepen tot zinken gebracht voor een totaal van 4.957 brt